# Битва при Ріачуело
Битва при Ріачуело — ключова битва у Війні Потрійного Альянсу між флотами Парагваю і Бразилії.
У кінці 1864 року Парагвай одержав серію перемог у війні. Проте, поразка при Ріачуело, що відбулася 11 червня 1865, від бразильського флоту повернула течію війни на користь Альянсу. Парагвайський флот значно поступався бразильському, навіть перед битвою. Він прибув до Умаїти вранці 9 червня. Парагвайський диктатор і командувач Франсиско Солано Лопес планував напасти біля Ріачуело на бразильські кораблі, що підтримували сухопутні сили.
Парагвайський флот складався з восьми кораблів та шести барж, що також несли артилерію, загальною кількістю 36 гармат. Бразильська ескадра, на яку напали парагвайці, мала 9 кораблів і 59 гармат. Парагвайський командувач Педро Інасіо Меса планував напасти зранку, таким чином, що елемент несподіванки компенсував би нестачу вогневої сили. Проте через проблеми з паровою машиною одного з кораблів, флот досяг Ріачуело в середині дня.
Парагвайському командувачу вдалося відтіснити бразильські кораблі до берега річки, де вони не могли повноцінно маневрувати, побоюючись наскочити на мілину. Але початковий успіх парагвайців продовжувався недовго, і вже після години дня перевершуюча вогняна потужність бразильського флоту дала бразильцям можливість виграти битву.
Три з восьми парагвайських кораблів були потоплені до моменту відступу, втрати в особистому складі не відомі. Бразильці втратили 247 моряків (хоча деякі джерела вказують більші втрати). Парагвайська спроба поставити річку Парана, яка через відсутність доріг була головною транспортною артерією регіону, під свій контроль зазнали невдачі. У результаті битви наступ парагвайської армії припинився, а через три роки Парагвай остаточно програв війну.

## Див також.
- Amazonas (1851) — флагманський корабель бразильської ескадри
- Jequitinhonha (1864) — єдиний бразильський корабель, що був втрачений у битві
- Parnahyba (1858) — один із бразильських кораблів, який взяв участь у битві
- Tacuarí (1854) — флагманський корабель парагвайської ескадри